# Fukaya
Fukaya (深谷市 Fukaya-shi) é uma cidade japonesa localizada na província de Saitama.
Em 2003 a cidade tinha uma população estimada em 103 624 habitantes e uma densidade populacional de 1 493,14 h/km². Tem uma área total de 69,40 km².
Recebeu o estatuto de cidade a 1 de Janeiro de 1955.

## Cidades-irmãs
- Fremont, EUA
- Dalby, Austrália
- Pequim, China
- Fujieda, Japão
- Minamiuonuma, Japão
- Tanohata, Japão